# 廣富林文化
廣富林文化，年代介於良渚文化與馬橋文化，距今4000多年，前後約600年。廣富林文化的發現，填補了環太湖地區新石器末期的文化譜系。

## 範圍

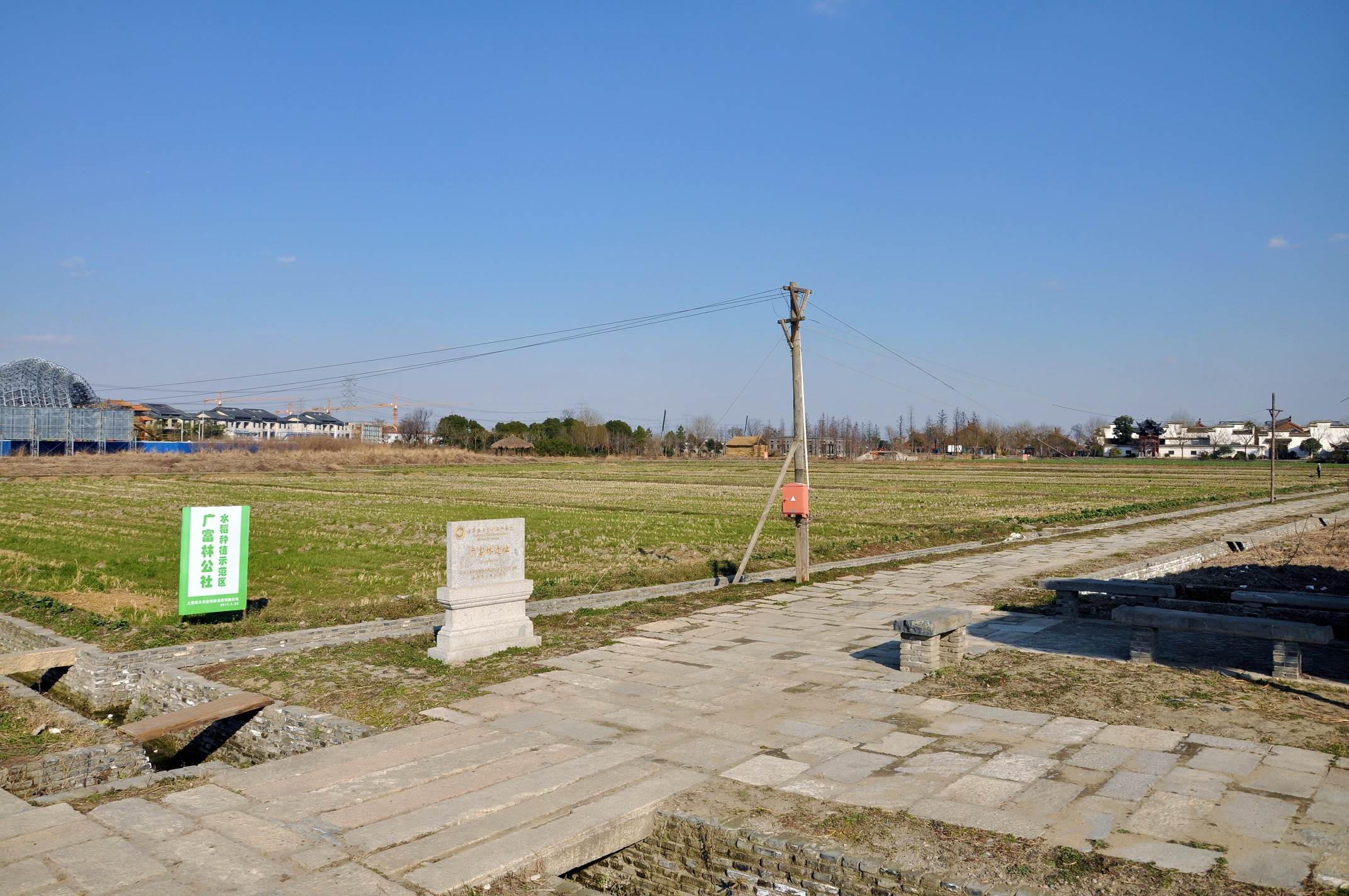
广富林遗址

廣富林文化的地域範圍以上海市原松江縣佘山區廣富林村為核心，西至太湖西岸的江蘇宜興（駱駝墩遺址），北與江蘇興化南蕩及王油坊連接，南至浙江余杭、蕭山一帶（以浙江湖州錢山漾遺址最為典型，現該遺址已獨立劃為錢山漾文化類型）。

## 特徵
廣富林文化其主體來自黃河流域的龍山文化。通過對廣富林文化遺址出土陶器的陶質、型制及紋飾等研究，專家判斷廣富林文化遺存來自於新石器後期豫、魯、皖交界的王油坊類型。王油坊遺址於上世紀30年代發現，時稱河南龍山文化。研究表明，大約距今4000年前後，發生了全球性的自然災害，地震、海侵、洪澇、乾旱等頻發。在北方，黃河因氾濫，先後大改道26次，王油坊「為黃泛區淤沒之地。」因此，上古先民的四處遷徙，其主要原因是當時的生態環境發生了根本性變化。
钱山漾遗址的广富林文化晚期地层，是直接叠压在马桥文化层之下。把广富林、钱山漾遗址的地层关系结合起来，是一个清楚並连续的年代脉络：良渚文化→广富林文化早期（钱山漾第一阶段）→广富林文化晚期（钱山漾第二阶段）→马桥文化。广富林文化的发现，解决了过去对于良渚和马桥文化之间年代缺失的疑惑。